# باول راسيل
باول راسيل (بالإنجليزية: Paul Russell)‏ هو لاعب كرة قاعدة أمريكي، ولد في 23 مارس 1871 في ريدينغ في الولايات المتحدة، وتوفي في 8 أكتوبر 1957 في نوريستاون ‏ في الولايات المتحدة.

## وصلات خارجية
- باول راسيل على موقعبيزبول رفرنس.كوم (الدوري الرئيسي) (الإنجليزية)
- باول راسيل على موقعبيزبول رفرنس.كوم (الدوري الثانوي) (الإنجليزية)